# رايان دونوهو
رايان دونوهو (بالإنجليزية: Ryan Donowho)‏ هو موسيقي وممثل أمريكي، ولد في 20 سبتمبر 1980 بهيوستن في الولايات المتحدة.

## أعمال

### أفلام
- (2005) أزهار مكسورة[3]
- (2014)  المريض رقم صفر[4]

### مسلسلات
- ذا أو سي

## وصلات خارجية
- رايان دونوهو على موقع IMDb (الإنجليزية)
- رايان دونوهو على موقع أول موفي (الإنجليزية)
- رايان دونوهو على موقع ديسكوغز (الإنجليزية)
- رايان دونوهو على موقع قاعدة بيانات الفيلم (الإنجليزية)